# Eulepidotis corineta
Eulepidotis corineta là một loài bướm đêm trong họ Erebidae.